# 리노 1868 FC
리노 1868 FC(Reno 1868 FC)는 유나이티드 사커 리그에 소속된 미국의 프로축구단으로 네바다주 리노를 연고지로 하고 있으며 그레이터 네바다 필드를 홈 경기장으로 사용하고 있다.

## 역대 홈경기장
| 경기장               | 사용기간    | 장소          | 팀명         | 비고 |
| -------------------- | ----------- | ------------- | ------------ | ---- |
| 그레이터 네바다 필드 | 2017년~현재 | 네바다주 리노 | 리노 1868 FC | 빈칸 |

## 선수 명단

### 역대
- 제리 반 에위크(2018)

## 메이저 리그 사커제휴팀
- 산호세 어스퀘이크스 (산호세, 캘리포니아)